# Penawungan
Penawungan is een bestuurslaag in het regentschap Lumajang van de provincie Oost-Java, Indonesië. Penawungan telt 3678 inwoners (volkstelling 2010).